# NGC 641
NGC 641 este o galaxie lenticulară, posibil eliptică, situată în constelația Phoenix. A fost descoperită în 5 septembrie 1834 de către John Herschel.